# Maria Fadéieva
Maria Fadéieva (rus: Мария Ивановна Фадеева)  (Pskov, 4 de març de 1958) és una ex-remadora russa que va competir sota bandera de la Unió Soviètica durant les dècades de 1970 i 1980.
El 1980 va prendre part en els Jocs Olímpics de Moscou, on guanyà la medalla de bronze en la competició del quatre amb timoner, formant equip amb Nina Txeremíssina, Svetlana Semenova, Galina Sovetnikova i Marina Studneva. En el seu palmarès també destaca una medalla d'or al Campionat del món de rem.